# Aitcho Islands
Aitcho Islands  (spanska islotes Aitcho) är en ögrupp i Antarktis. Den ingår i ögruppen Sydshetlandsöarna strax norr om Antarktiska halvön. Argentina, Chile och Storbritannien gör anspråk på området.
Ögruppen har fått sitt namn efter förkortningen HO (aitch o) för brittiska Hydrographic Office.